# アン・ボーズ＝ライアン
アン・フェレリス・フェネラ・ボーズ＝ライアン（Anne Ferelith Fenella Bowes-Lyon, 1917年12月4日 - 1980年9月26日）は、イギリス出身の貴族女性で、デンマーク王子ゲーオの妻。イギリス王ジョージ6世の王妃エリザベスの姪で、エリザベス2世女王の母方の従姉にあたる。結婚後のデンマーク語名はプリンセス・アンネ・ア・ダンマーク（Prinsesse Anne af Danmark）。

## 生涯
スコットランド貴族の第14代ストラスモア伯爵の次男ジョン・ハーバート・ボーズ＝ライアン（John Herbert Bowes-Lyon, 1886年 - 1930年）と、その妻で第21代クリントン男爵の娘フェネラ・ヘップバーン＝ステュアート＝フォーブス＝トレフューシス（Fenella Hepburn-Stuart-Forbes-Trefusis, 1889年 - 1966年）の間の次女として生まれた。1938年4月28日に第4代リッチフィールド伯爵の嗣子であるアンソン子爵トマス・アンソン（Thomas Anson, Viscount Anson, 1913年 - 1958年）と結婚し、アンソン子爵夫人（Viscountess Anson）と呼ばれた。アンソンとの間には1男1女をもうけたが、1948年には離婚した。
1950年9月16日にグラームス城において、デンマーク王フレゼリク9世の又従弟にあたるゲーオ王子と再婚した。1980年、心筋梗塞により62歳で死去した。

## 子女
最初の夫との間に1男1女をもうけている。
- パトリック・アンソン（1939年 - 2005年） - 第5代リッチフィールド伯爵、写真家
- エリザベス・アンソン（1941年 - 2020年） - 第6代准男爵ジェフリー・シェーカリーと結婚